# Айкап
«Айкап» (каз. араб. آﻳﻘﺎپ
каз. «Айқап» в переводе «Сожаление», "Веко") — казахский общественно-политический и литературно-критический журнал.
Издавался в г. Троицке (ныне Челябинской обл.) с января 1911 по август 1915. Среди первых спонсоров журнала были троицкие купцы Яушевы. Основатель и редактор журнала «Айкап» — публицист и писатель-демократ М. Сералин.
Всего вышло 88 номеров журнала. В нём выступали писатели С. Торайгыров, С. Донентаев, С. Сейфуллин, Б. Майлин, Т. Жомартбаев и др. Журнал защищал интересы казахской бедноты, призывал народ к просвещению, прогрессу. Сыграл большую роль в становлении казахской прозы, драматургии, литературной критики, а также литературного языка. Был закрыт по цензурным соображениям.